# Hemitriakis japanica
Hemitriakis japanica är en hajart som först beskrevs av Müller och Henle 1839.  Hemitriakis japanica ingår i släktet Hemitriakis och familjen hundhajar. IUCN kategoriserar arten globalt som livskraftig. Inga underarter finns listade i Catalogue of Life.